# Hyadina ukundensis
Hyadina ukundensis är en tvåvingeart som beskrevs av Canzoneri och Giuseppe Giovanni Antonio Meneghini 1987. Hyadina ukundensis ingår i släktet Hyadina och familjen vattenflugor. Inga underarter finns listade i Catalogue of Life.